# George Nader
George Garfield Nader, Jr., bardziej znany jako George Nader (ur. 19 października 1921 w Pasadenie, zm. 4 lutego 2002 w Woodland Hills, w Los Angeles) – amerykański aktor, okazjonalnie reżyser i producent filmowy.
Laureat Złotego Globu dla najbardziej obiecującego nowicjusza za rolę Bronco w westernie Richarda Carlsona Strzały na granicy (Four Guns to the Border, 1954). 

## Życiorys

### Wczesne lata
Urodził się w Pasadenie w Kalifornii jako syn Alice (z domu Scott), która pochodziła z Kansas, i George’a G. Nadera, który był z Illinois. Jego kuzynki to Sally Kubly i Roberta Cavell, a jego bratanek to aktor Michael Nader. Ukończył Glendale High School. Był członkiem drużyny pływackiej i był także prezesem Dramatic Club. W 1943 uzyskał tytuł bakalaureata w dziedzinie sztuk teatralnych w Occidental College w Los Angeles.
W latach 1943–1946 podczas II wojny światowej służył w United States Navy jako oficer łączności w teatrze działań wojennych The Pacific Theater of Operations.

### Kariera
Po ukończeniu Pasadena Playhouse, zadebiutował w westernie Złodzieje bydła na koniu (Rustlers on Horseback, 1950). W filmie biblijnym Grzechy Jezebel (Sins of Jezebel, 1953) na podstawie 1 Księgi Królewskiej wystąpił w roli Jehu z Paulette Goddard. W latach 50. często pojawiał się na ekranie z nagim tułowiem. Wyprodukował, wyreżyserował i zagrał w Spacer przez morze (A Walk by the Sea, 1963). W latach 60. występował przeważnie w niskobudżetowym europejskich koprodukcjach. Jego najbardziej zauważalną rolę w tym okresie był agent FBI Jerry Cotton w niemieckiej serii dreszczowców, cieszył się popularnością w Niemczech i obok Lexa Barkera stał się najbardziej znanym gwiazdorem filmowym.
Grał główne role w serialach telewizyjnych: Przygody Ellery’ego Queen (The Adventures of Ellery Queen, 1958-59), Człowiek i wyzwanie (The Man and the Challenge, 1959-60) i Shannon (1961-62). W latach 70. powrócił, by pracować w telewizji w gościnnych  rolach w kilku serialach i telefilmach, w 1974 wycofał się z aktorstwa. Napisał jedną powieść.

## Życie prywatne
W połowie lat 50. pojawiły się plotki o jego homoseksualizmie. W latach 1947–2002 jego życiowym partnerem był Mark Miller, który później pracował jako osobisty długoletni (pracował 13 lat) sekretarz Rocka Hudsona. Kiedy kariera Nadera w Hollywood zakończyła się, Miller przeniósł się do Europy, gdzie znalazł stałą pracę w filmach.
W połowie lat 70. Nader doznał kontuzji oka, która sprawiła, że stał się szczególnie wrażliwy na jasne światła na planach filmowych.
Po śmierci Rocka Hudsona z powikłaniami AIDS w 1985, biografka Sara Davidson opisała George’a Nadera, Marka Millera i inną osobę jako „rodzinę Rocka przez większość jego dorosłego życia”. Wkrótce potem Nader publicznie przyznał się do orientacji seksualnej.
We wrześniu 2001 trafił do szpitala. Zmarł 4 lutego 2002 w Woodland Hills w Kalifornii w wieku 80 lat na zapalenie płuc i zawał.

## Filmografia

### Filmy fabularne
- 1950: Rustlers on Horseback jako Jack Reynolds
- 1951: You're in the Navy Now (Jesteś teraz w marynarce) jako członek załogi
- 1951: The Prowler jako fotograf
- 1951: Overland Telegraph jako Paul Manning
- 1951: Two Tickets to Broadway jako dźwiękowiec Crosby’ego
- 1951: Take Care of My Little Girl jako Jack Gruber
- 1951: Pustynny lis (The Desert Fox: The Story of Rommel) jako Commando
- 1952: Telefon od nieznajomego (Phone Call from a Stranger) jako pilot
- 1952: Monsoon jako Burton
- 1952: Han glömde henne aldrig jako Chris Kingsley (głos w wersji angielskiej)
- 1953: Przybysz z kosmosu (Robot Monster) jako Roy
- 1953: Down Among the Sheltering Palms jako porucznik Homer Briggs
- 1953: Grzechy Jezebel (Sins of Jezebel) jako Jehu
- 1953: McCoy of Abilene (TV) jako Joseph McCoy
- 1954: Panna Robin Crusoe (Miss Robin Crusoe) jako Jonathan
- 1954: Z Juliuszem Verne (Out of Jules Verne, TV)
- 1954: Lunaparkowa opowieść (Carnival Story) jako Bill Vines
- 1954: Strzały na granicy (Four Guns to the Border) jako Bronco
- 1955: Six Bridges to Cross jako Edward Gallagher
- 1955: Lady Godiva (Lady Godiva of Coventry) jako lord Leofric
- 1955: The Second Greatest Sex jako Matt Davis
- 1956: Away All Boats jako porucznik Dave MacDougall
- 1956: Poprzez Kongo (Congo Crossing) jako David Carr
- 1956: The Unguarded Moment jako porucznik Harry Graham
- 1957: Joe Butterfly jako sierżant Ed Kennedy
- 1957: Man Afraid jako Wielebny David Collins
- 1957: Four Girls in Town jako Mike Snowden
- 1957: Appointment with a Shadow jako Paul Baxter, reporter
- 1958: Nowhere to Go jako Paul Gregory
- 1958: The Female Animal jako Chris Farley
- 1958: Flood Tide jako Steve Martin
- 1962: Tajna broń d’Artagnana (Il colpo segreto di d’Artagnan) jako D’Artagnan
- 1963: Zigzag jako Łowca
- 1963: Wielkie kosmiczne przygody (The Great Space Adventure)
- 1963: Spacer przez morze (A Walk by the Sea)
- 1965: Mordnacht in Manhattan (Mordnacht na Manhattanie) jako Glenn Martin
- 1965: Misión Lisboa jako Pijany wchodzący do hotelowego pokoju
- 1965: Schüsse aus dem Geigenkasten jako Jerry Cotton
- 1965: The Human Duplicators (Ludzkie powielacze) jako Glenn Martin
- 1969: Todesschüsse am Broadway jako Jerry Cotton
- 1973: W stronę Atlantydy (Beyond Atlantis) jako Nereus

### Seriale
- 1950: Fireside Theatre jako George
- 1952: Chevron Theatre
- 1953: Fireside Theatre jako Mick
- 1953: List dla Loretty (Letter to Loretta) jako Keith Warren
- 1953: Moja mała Margie (My Little Margie)
- 1953: Your Jeweler's Showcase
- 1953: List dla Loretty (Letter to Loretta) jako Newton Ralston
- 1953: Fireside Theatre jako Charlie
- 1953: List dla Loretty (Letter to Loretta) jako Arthur Wayne
- 1953: Schlitz Playhouse of Stars jako Richard
- 1953: Fireside Theatre jako Bob
- 1953: List dla Loretty (Letter to Loretta) jako Steve Baxter
- 1954: Lux Video Theatre jako Jeremy
- 1954: List dla Loretty (Letter to Loretta) jako Charles Diebold
- 1954: Public Defender jako Tim Mason
- 1954: List dla Loretty (Letter to Loretta) jako Barry Kendall
- 1954: The Pepsi-Cola Playhouse
- 1954: Cavalcade of America jako Eliphalet Remington II
- 1954: List dla Loretty (Letter to Loretta) jako Robert Schumann
- 1956: Lux Video Theatre jako Don
- 1957: Climax! jako Harry Parker
- 1957: Lux Video Theatre jako dr Frank Matson
- 1958-59: Przygody Ellery’ego Queena (The Further Adventures of Ellery Queen) jako Ellery Queen
- 1959-60: Człowiek i wyzwanie (The Man and the Challenge) jako dr Glenn Barton
- 1960: Laramie jako Vern Clark
- 1961: Alfred Hitchcock przedstawia (Alfred Hitchcock Presents) jako Gerald R. Clarke
- 1961: The Andy Griffith Show jako dr Robert Benson
- 1961: List dla Loretty (Letter to Loretta) jako Austin Granger
- 1961-62: Shannon jako Joe Shannon
- 1962: Alfred Hitchcock przedstawia (Alfred Hitchcock Presents) jako Collin Hardy
- 1965: Prawo Burke’a (Burke’s Law) jako Chris Maitland
- 1972: Owen Marshall: Adwokat przy prawie (Owen Marshall: Counselor at Law)
- 1972: F.B.I. (The F.B.I.)
- 1974: Nakia jako McMasters